# Киркис, Раймондс
Раймондс Киркис (латыш. Raimonds Ķirķis; род. 7 ноября 1997, Рига) — латвийский поэт и литературный критик.
Окончил Латвийскую академию культуры (2020), продолжает обучение на историко-философском факультете Латвийского университета.
Публикуется с 2016 года как литературный критик и эссеист. В 2019 году был удостоен премии имени Нормунда Науманиса как молодой критик; жюри отметило в работах Киркиса «эрудицию и основательность, очень серьёзное исследование источников, продуманную структуру и в то же время отточенный стиль, остроумие и элегантность текста».
Как поэт дебютировал в 2018 году на страницах антологии молодых латышских поэтов «Как справиться с зудом в черепе» (латыш. Kā pārvarēt niezi galvaskausā?). Примкнул к проекту так называемого «прейльского концептуализма», сложившемуся вокруг живущего в городе Прейли поэта Эйнара Пелша. В 2019 году выпустил первую книгу стихов «Карты» (латыш. Kartes), в котором, как полагает редактировавший книгу поэт Карлис Вердиньш, соединились сразу несколько направлений поиска младшего поколения латышской поэзии: эксперименты с наследием концептуализма, с интертекстуальностью, с форматом стихопрозы, «с плотной, поэтически и интеллектуально насыщенной образностью». По мнению поэта и критика Ивара Штейнбергса, стихи Киркиса «позволяют блуждать в них, ища переклички, ассоциации, отсылки, языковые жемчужины». Эта книга в 2020 году была удостоена премии латвийских Дней поэзии.
В 2017—2019 гг. один из организаторов рижского международного фестиваля «Поэзия без границ» (с Еленой Глазовой и Дмитрием Кузьминым).